# Abronia villosa
Abronia villosa är en underblomsväxtart som beskrevs av Sereno Watson. Abronia villosa ingår i släktet Abronia och familjen underblomsväxter.

## Underarter
Arten delas in i följande underarter:
- A. v. aurita
- A. v. pinetorum

## Bildgalleri

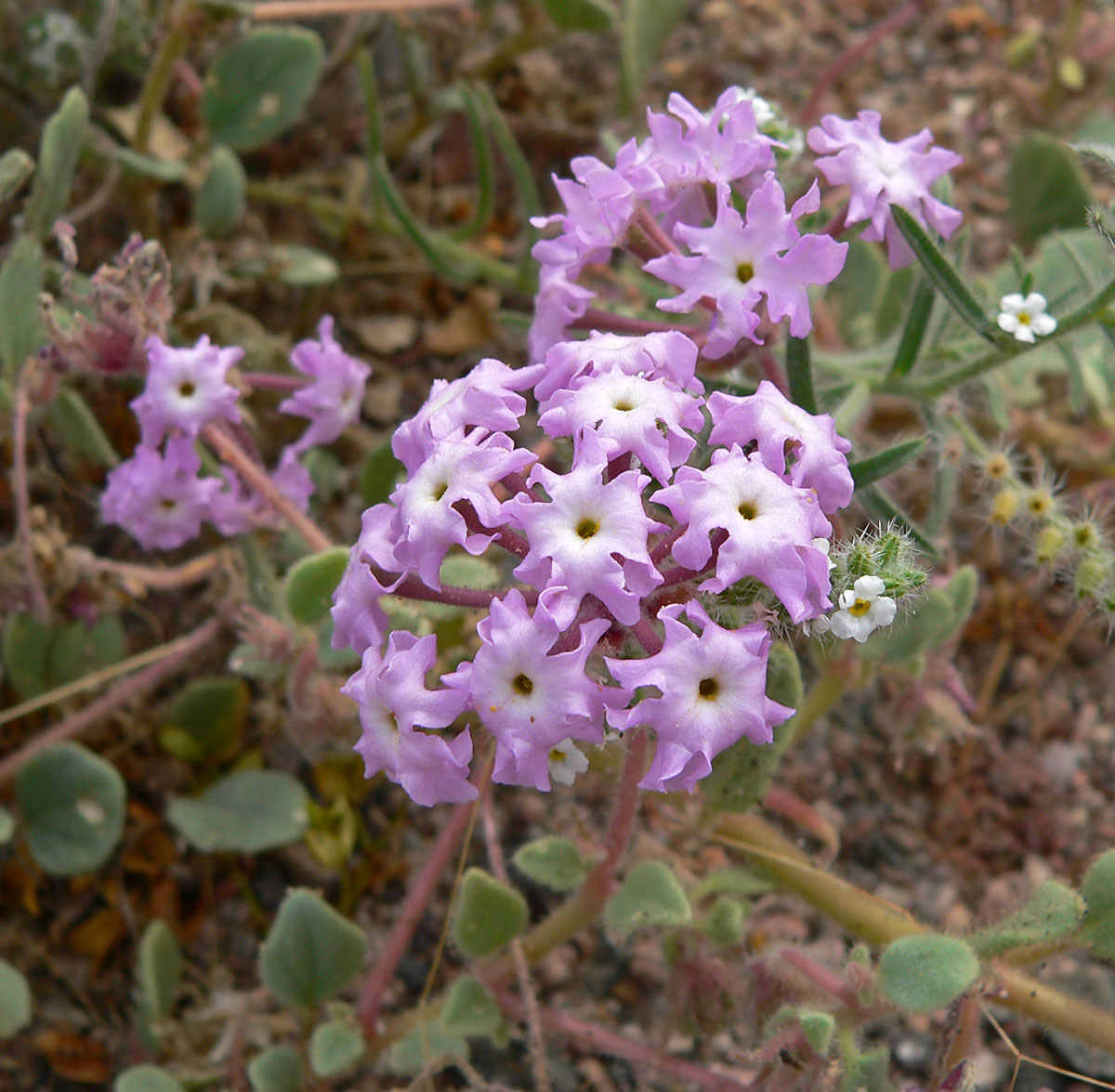
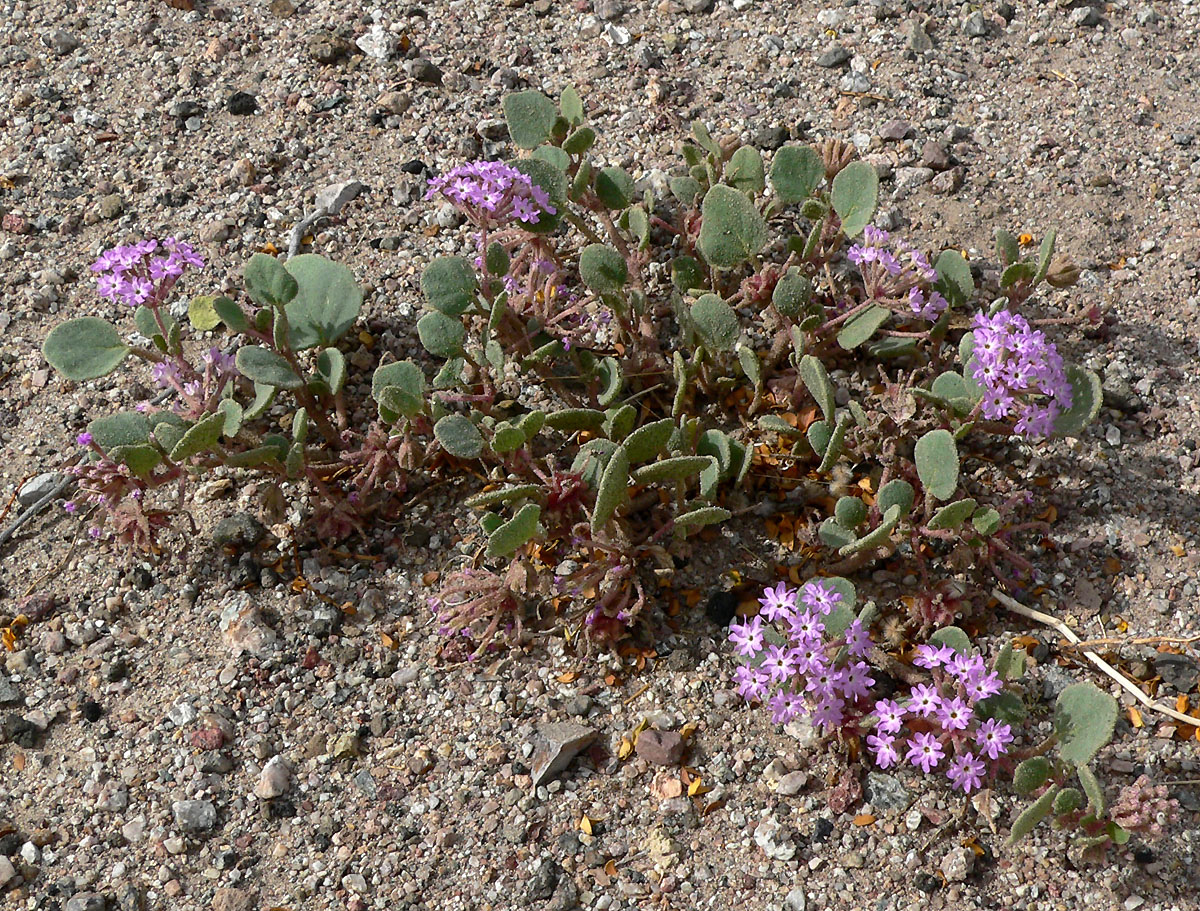
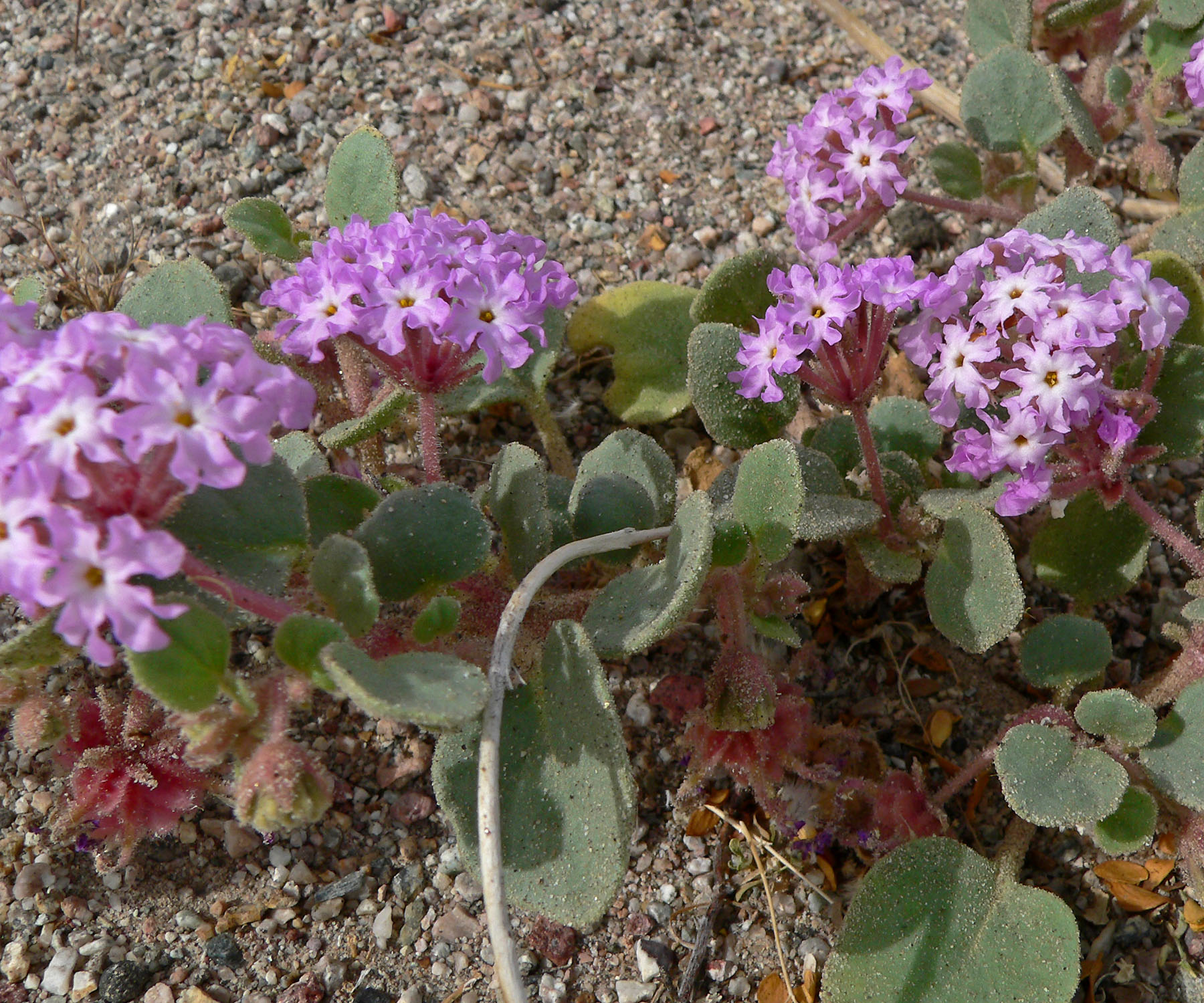
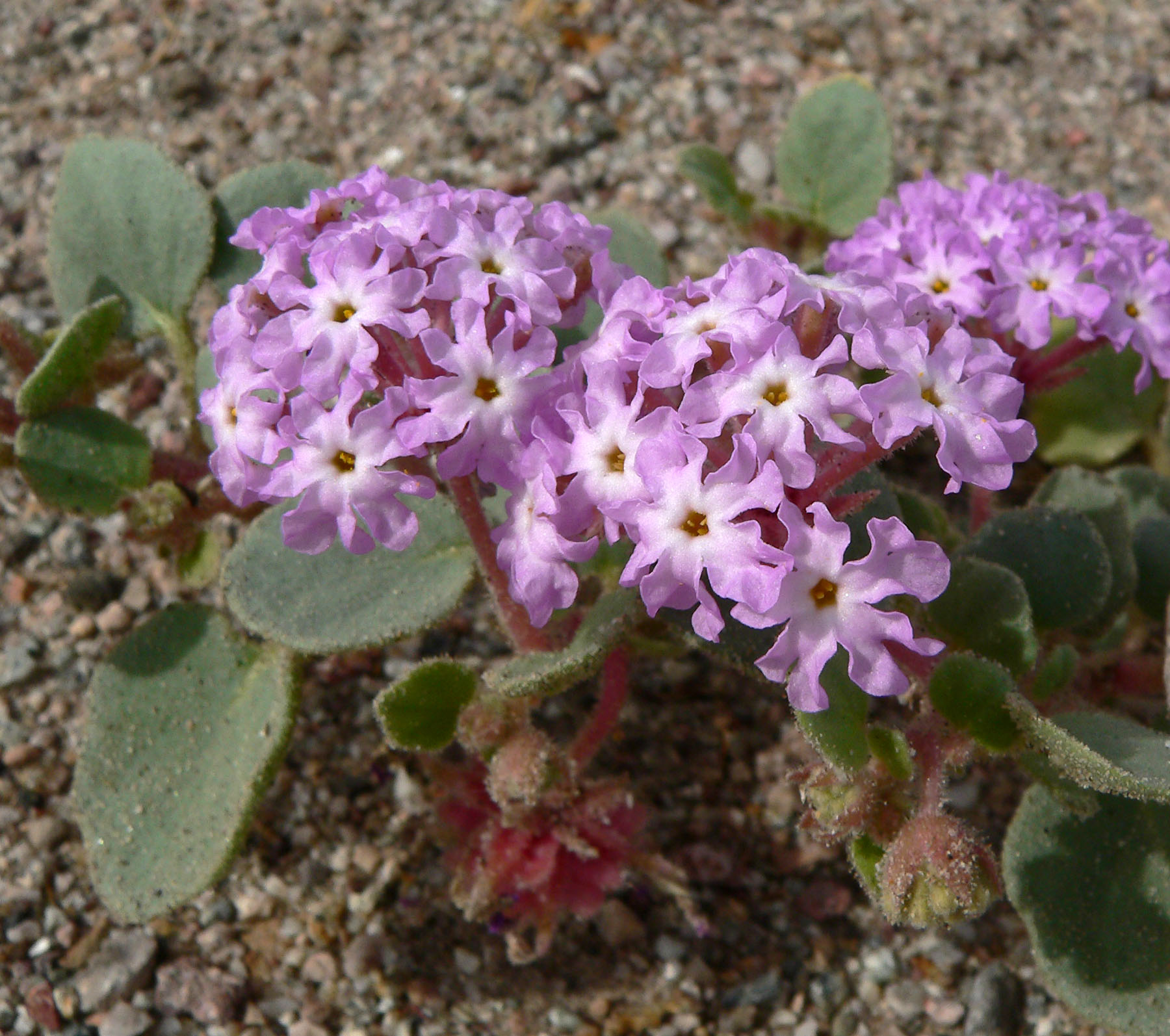
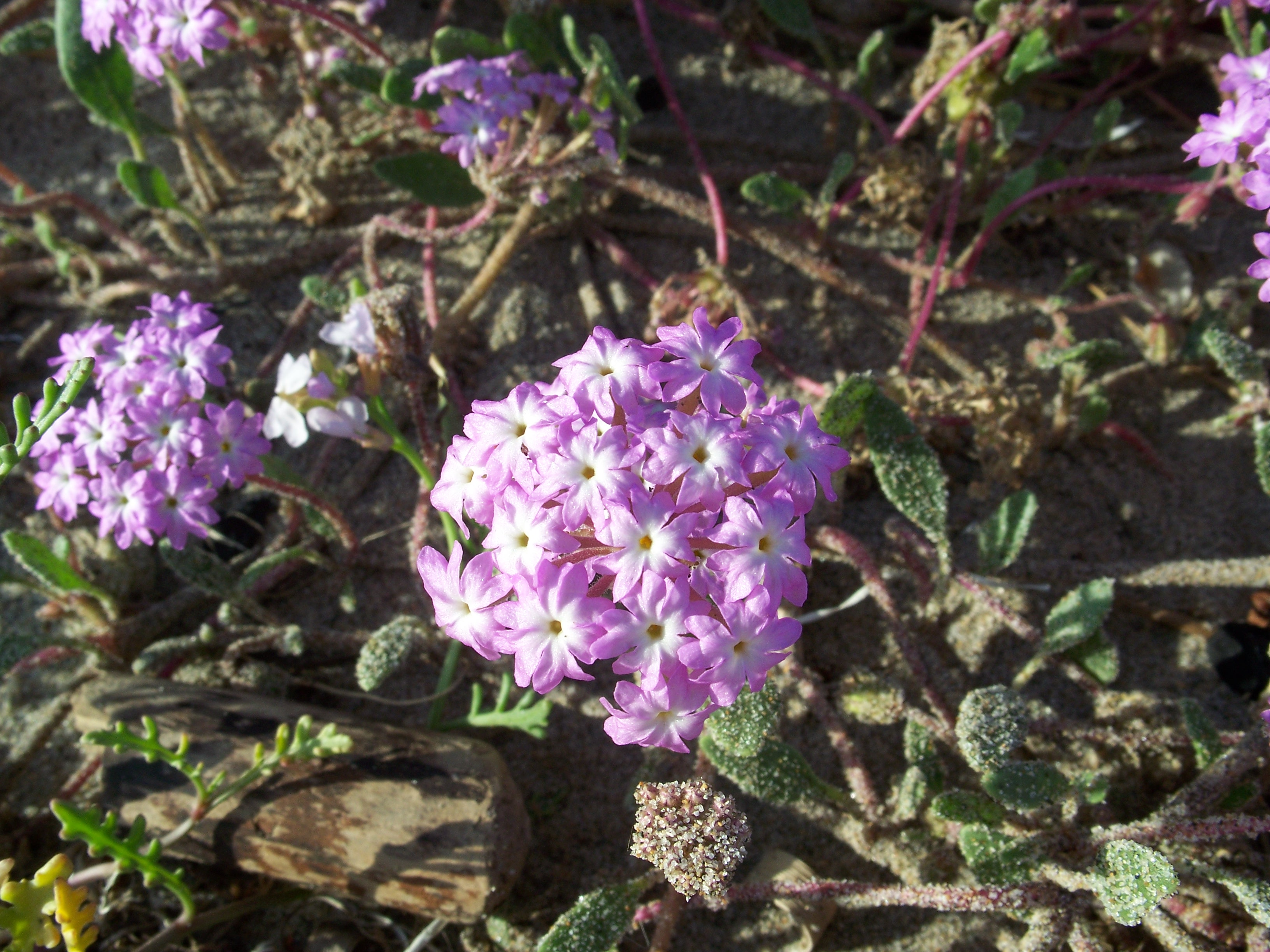
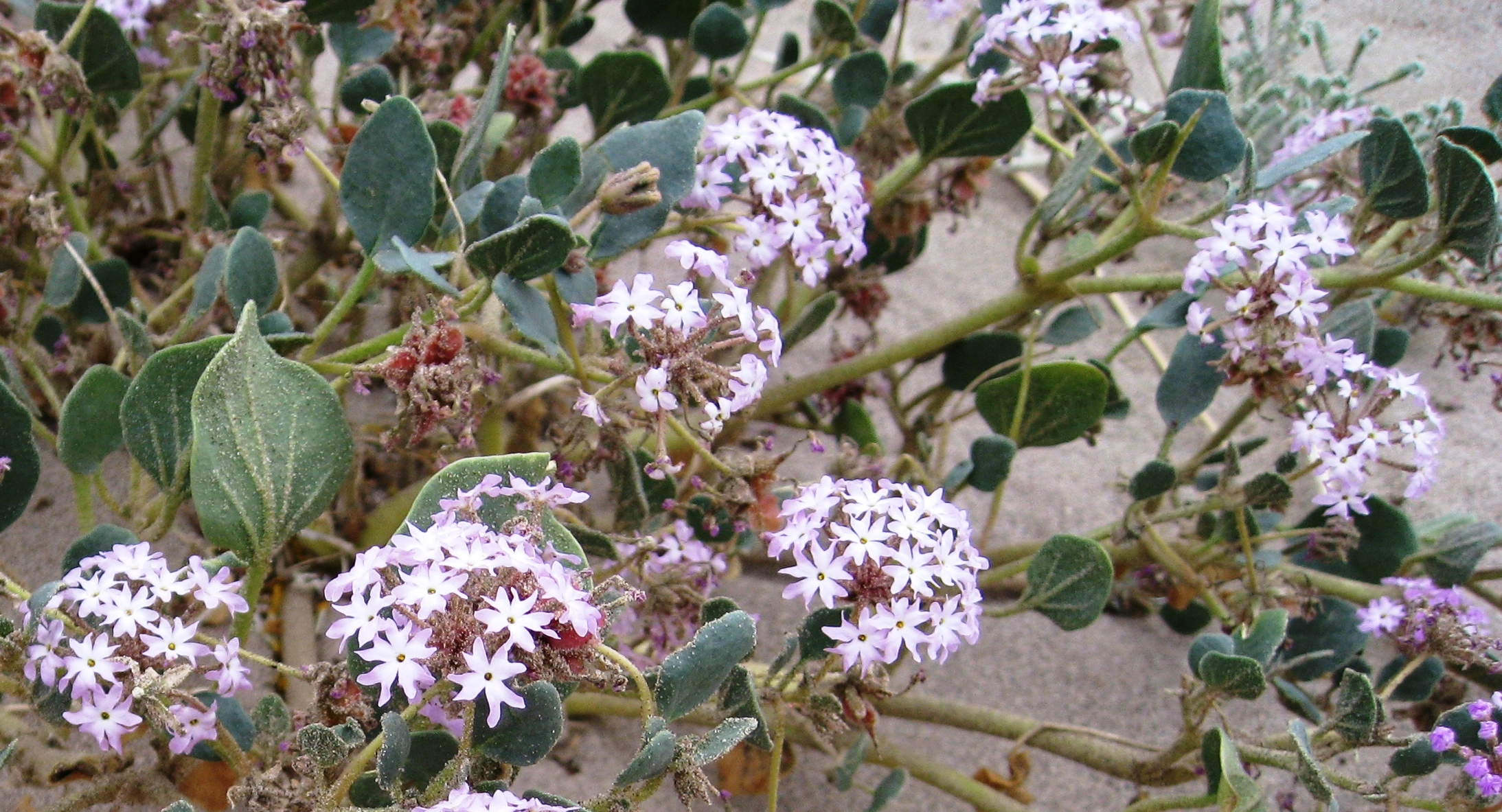